# Liste der Monuments historiques in Annecy
Die Liste der Monuments historiques in Annecy führt die Monuments historiques in der französischen Stadt Annecy auf.

## Liste der Bauwerke
| Bezeichnung                          | Beschreibung | Standort                                             | Kennzeichnung | Schutzstatus   | Datum     | Bild |
| ------------------------------------ | ------------ | ---------------------------------------------------- | ------------- | -------------- | --------- | ---- |
| Hôtel de Sales                       |              | Pâquier (Lage)                                       | PA00118350    | Inscrit        | 1930      |      |
| ehemaliges Hôtel de Ville            |              | (Lage)                                               | PA00118351    | Inscrit        | 1943      |      |
| ehemaliger Bischofspalast            |              | rue Jean-Jacques Rousseau (Lage)                     | PA00118358    | Inscrit        | 1984      |      |
| Hôtel Favre                          |              | Rue Sainte-Claire (Lage)                             | PA00118349    | Inscrit        | 1942      |      |
| Schloss Annecy                       |              | (Lage)                                               | PA00118343    | Classé         | 1959      |      |
| Kirche St-Maurice                    |              | (Lage)                                               | PA00118345    | Inscrit Classé | 1943 1957 |      |
| Kathedrale von Annecy                |              | (Lage)                                               | PA00118342    | Classé         | 1906      |      |
| Kirche St-François                   |              | (Lage)                                               | PA00118344    | Inscrit        | 1952      |      |
| Palais de l’Isle                     |              | (Lage)                                               | PA00118359    | Classé         | 1900      |      |
| Manoir de Novel                      |              | (Lage)                                               | PA00118357    | Inscrit        | 1975      |      |
| Nationalgestüt Annecy                |              | 6 boulevard du Lycée (Lage)                          | PA74000006    | Inscrit        | 2007      |      |
| Geschäft                             |              | 19 rue du Pâquier (Lage)                             | PA00118353    | Inscrit        | 1984      |      |
| Maison Lambert                       |              | 15 rue Jean-Jacques-Rousseau (Lage)                  | PA00118356    | Inscrit        | 1936      |      |
| Brunnen                              |              | 12 rue de l’Île (Lage)                               | PA00118347    | Inscrit        | 1930      |      |
| Geschäft                             |              | 1 rue Jean-Jacques-Rousseau (Lage)                   | PA00118352    | Inscrit        | 1984      |      |
| ehemaliges Seminar                   |              | avenue de Trésum (Lage)                              | PA00118360    | Inscrit        | 1974      |      |
| Geschäft                             |              | 35 rue Sainte-Claire (Lage)                          | PA00118355    | Inscrit        | 1984      |      |
| Fontaine Quiberet                    |              | 31 rue Sainte-Claire (Lage)                          | PA00118348    | Inscrit        | 1943      |      |
| Basilika von Boutae                  |              | boulevard de la Rocade (Lage)                        | PA00118346    | Classé         | 1980      |      |
| Geschäft                             |              | 13 rue Royale (Lage)                                 | PA00118354    | Inscrit        | 1984      |      |
| Berthollet-Statue                    |              | Jardins de l’Europe (Lage)                           | PA74000030    | Inscrit        | 2016      |      |
| Archäologische Stätte von Pâquier    |              | im Lac d’Annecy (überflutet) (Lage)                  | PA74000014    | Classé         | 2011      |      |
| Archäologische Stätte von Petit Port |              | Annecy-le-Vieux, im Lac d’Annecy (überflutet) (Lage) | PA00118475    | Inscrit        | 1991      |      |
| Château de Promery                   |              | Pringy (Lage)                                        | PA00118419    | Inscrit        | 1951      |      |
| Glockenturm von Annecy-le-Vieux      |              | Annecy-le-Vieux (Lage)                               | PA00118361    | Classé         | 1908      |      |

## Liste der Objekte
- Monuments historiques (Objekte) in Annecy in der Base Palissy des französischen Kultusministeriums